# Jim Leavelle
James Robert "Jim" Leavelle, född 23 augusti 1920 i Red River County, Texas, död 29 augusti 2019 i Colorado (men boende i Garland, Texas), var en amerikansk mordutredare som eskorterade Lee Harvey Oswald i Dallaspolisens källare den 24 november 1963 när nattklubbsägaren Jack Ruby kom fram och sköt Oswald.

## Biografi
Under andra världskriget tjänstgjorde Leavelle ombord på USS Whitney och var ombord på fartyget när japanerna bombade Pearl Harbor den 7 december 1941. Han arbetade vid Dallaspolisen mellan april 1950 och april 1975.

### Kennedymordet
Leavelle hördes av Warrenkommissionen den 25 mars och 7 april 1964. För kommissionen sade han att han träffade Oswald första gången på morgonen den 24 november 1963, det vill säga samma dag som Oswald mördades. Den beigea kostymen som Leavelle bar när Oswald sköts finns idag bevarad på museet på Texas School Book Depository.
Doktor Robert McClelland som behandlade Oswald på Parkland Hospital har uppgivit att Leavelle satt utanför operationsrummet och att Leavelle för honom uppgav att han efter att Oswald sköts, böjde sig över honom och sade: "Pojk, du är allvarligt skadad. Vill du säga någonting?" Oswald skulle då tittat på Leavelle en stund och sedan skakat på huvudet.